# 糯竹
糯竹（学名：Cephalostachyum pergracile）为禾本科空竹属下的一个种。中小型丛生竹类，秆可作为造纸原料。其幼秆在傣族地区用于烧制竹筒饭烧出的饭具有糥米香，故名。